# Geografia del País Valencià
El País Valencià és un país d'Europa i de la Mediterrània a l'est de la península Ibèrica, organitzat hui dia com a comunitat autònoma d'Espanya amb el nom oficial de Comunitat Valenciana. S'estén entre el riu Sénia a Vinaròs i fins a Pilar de la Foradada, un poc més enllà del riu Segura, amb una delimitació terrestre de 840 km de longitud, i 518 km de longitud de costa. A més a més, les illes mediterrànies de Nova Tabarca i de les Columbretes, són també d'administració valenciana.
Amb 23.2555 km², és el segon territori més extens dels Països Catalans, i amb el 4,60% del territori d'Espanya ocupa la huitena posició de les Comunitats Autònomes. La seua posició geogràfica és 40° 47′ a l'extrem nord, 37° 51′ a l'extrem sud, 0° 31′ E a l'extrem oriental, i 1° 32′ W a l'extrem occidental.

## Geografia física

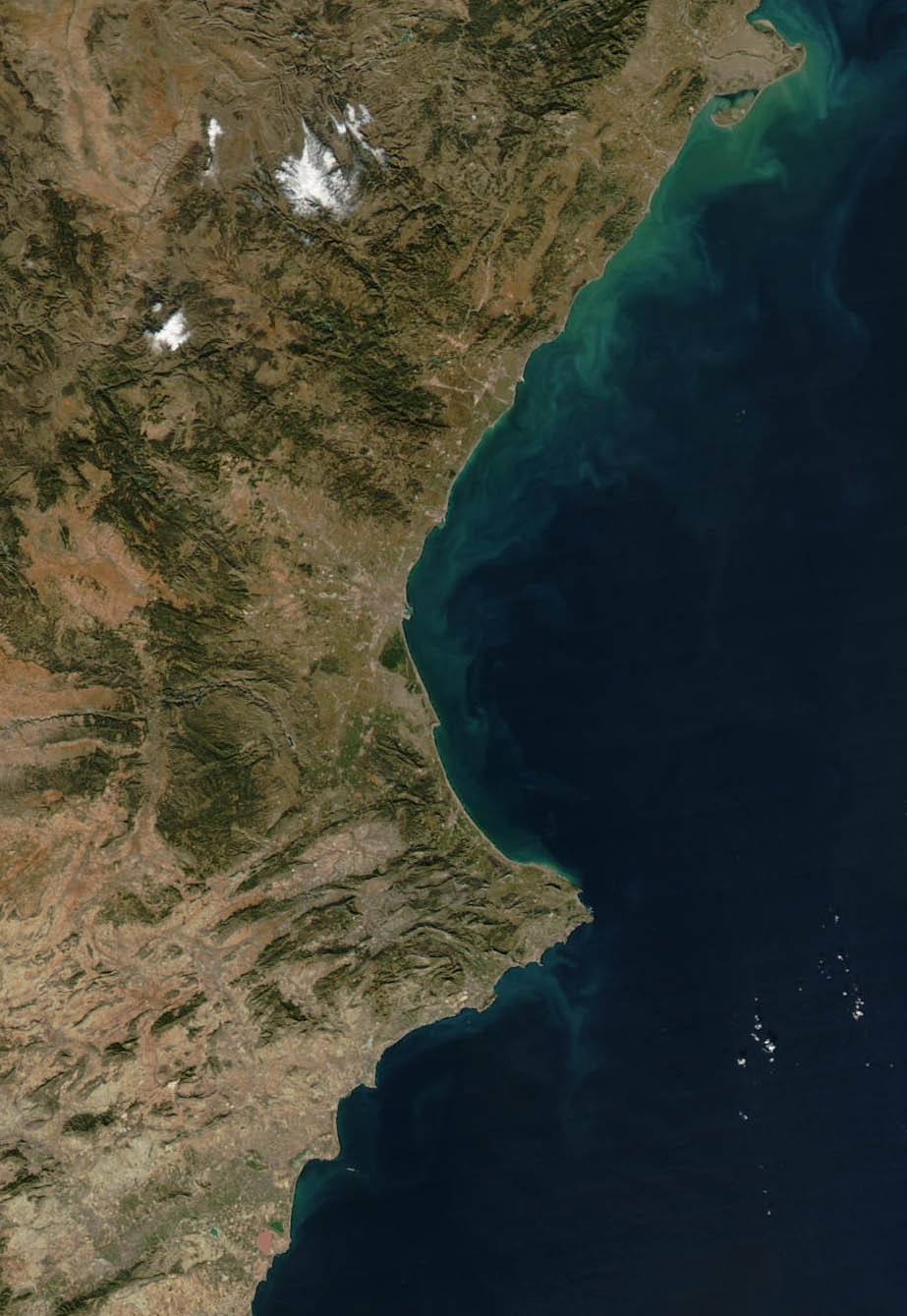
Imatge de satèl·lit del País Valencià (original NASA).

El territori valencià, estret i allargat, pot ser definit, des del punt de vista natural, com un paisatge mediterrani a meitat camí entre el desert africà i els boscos europeus. Es tracta d'un país ple de contrastos on s'alternen els ambients relativament àrids del sud i els relativament humits del nord amb altres de transició.
Les muntanyes ocupen la major part del País Valencià, deixant solament una estreta franja litoral per a les planes que, això sí, solament s'eixamplen a l'extrem nord (Plana de Vinaròs), a la Plana de Castelló, a la Depressió central de València i en l'extrem sud (Baix Segura). A la resta de la costa, les muntanyes arriben gairebé a la línia litoral.
Des d'una visió de conjunt, l'espai valencià és la zona de contacte i final de dues grans serralades espanyoles: la Ibèrica pel nord i la Bètica pel sud, que separen l'estreta franja litoral de dues grans unitats interiors: la Depressió de l'Ebre i la Submeseta Meridional, la qual s'endinsa en territori valencià mitjançant l'anomenat Altiplà de Requena. El contacte entre les dues serralades es produeix al sud del riu Xúquer, en el que els geòlegs denominen falla sud-valenciana.
Predomina la litologia calcària, però també és fàcil trobar materials com les arenisques, les margues o els guixos.
El territori físic valencià és una zona d'elevat risc per perills com sismes. L'elevat risc és causat parcialment per l'acció humana amb poca harmonia amb el medi físic.

## Unitats de relleu

### Sector ibèric septentrional
La serralada Ibèrica desplega els seus contraforts muntanyosos cap a la Mediterrània en el sector septentrional del País. El sistema es veu interferit i dislocat per altres tres elements dels accidents del relleu: la Serralada Costera Catalana, que l'afecta a l'extrem més al nord; la Depressió del Golf de València, a la part central; i les primeres serralades bètiques, més al sud, que entren en contacte amb el sistema Ibèric al massís del Mondúber. Aquestes interferències mostren unes serres molt afectades per fractures paral·leles a la costa el que es tradueix en què l'orientació típicament ibèrica (NO-SE) siga nítida en casos aïllats (serralades d'Espadà i Calderona).
El relleu que hi ha en aquest sector no és el resultat dels plegaments alpins pròpiament, sinó dels esforços distensius, aparellats a l'enfonsament de la fossa balear i formació del Golf de València, que obriren una sèrie de valls, foies i corredors.

#### Serres i moles de l'interior

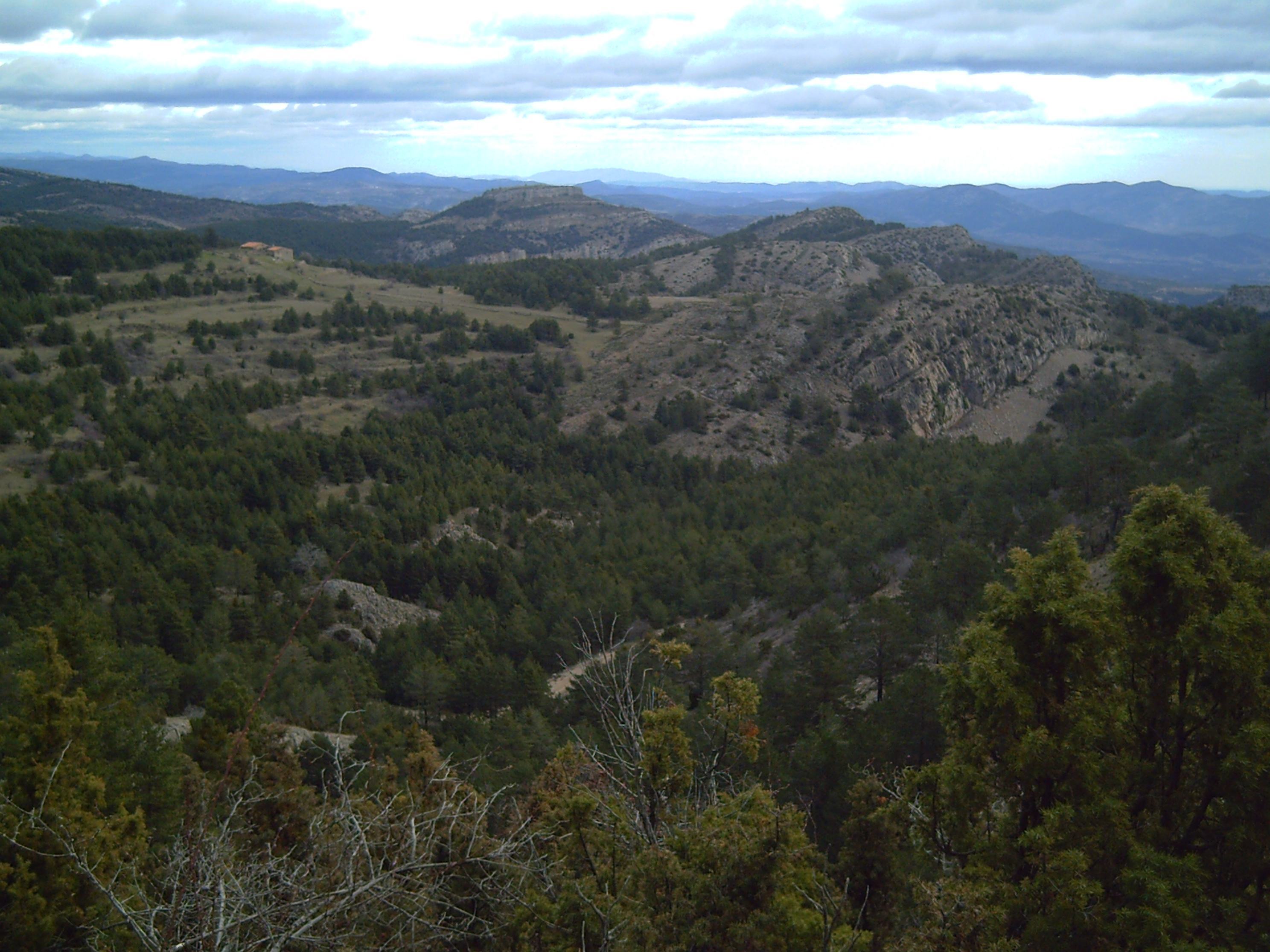
Relleu tabular i subtabular del Maestrat des de Penyagolosa.

Ací encara és ben palesa l'orientació ibèrica, amb domini de la cobertora mesozoica que apareix a vegades de manera plegada i, en altres, en forma de moles o formes subtabulars.
Les serres dels Ports de Morella estan compostes per una sèrie de plegaments anticlinals de materials juràssics a les parts altes, i materials cretacis a les baixes. Aquesta unitat de relleu correspon a un punt on el Sistema Ibèric entra en contacte amb la Serralada Costera Catalana i, per tant, les serres de Ports de Tortosa-Beseit  prenen alineacions arquejades amb la part concavada mirant cap al nord. Açò és ben patent a les serres de Vallivana, les muntanyes de Benifassà, el Turmell o a la de Sant Cristòfol. La peculiar disposició d'aquestes serres (soles depassar els 1.200m), a fet que aquest racó del territori valencià siga l'única porció de terra de la conca hidrogràfica de l'Ebre. Els ports de Querol (1.020m) i de Torre Miró fan de línia divisòria, on les aigües del nord van a parar al riu Bergantes (afluent de l'Ebre).
L'altre espai, el de les moles calcàries de l'interior, es localitza cap al sud de Morella, arribant fins al riu Millars. Es tracta d'un relleu subtabular, poc plegat però molt afectat per les falles de distensió, el basculament i l'erosió. Hi ha un paisatge amb muntanyes de cims plans, separades per gorges excavades per rius (com les de la rambla Carbonera i els dels rius de Montlleó i Vilafermosa). Les moles, que algunes vegades presenten estrats totalment plans, i altres vegades suaus plecs sinclinals penjats, solen superar els 1.000m d'alçària i estan ocupades per les pastures o per cultius cerealístics. Podem destacar les següents moles de nord a sud: Mola de Xert, de la Garumba (1.114m), de la Saranyana, Mola d'Ares (1.318m), el pla de Vilafranca i el pla de Vistabella (1.100m), que enllaça amb la gran mola de Penyagolosa (1.814m).

#### Serres i corredors del Maestrat
Aquesta unitat del relleu comprèn les terres prelitorals i litorals entre la Plana de Vinaròs pel nord, i la Plana de Castelló pel sud. Es tracta d'una sèrie de serralades paral·leles a la costa separades per valls o corredors interiors de tipus graven (foses tectòniques). Segueixen una orientació NNE-
El corredor més interior és el de Catí, on sinclouen els municipis del mateix Catí, Vilar de Canes, la Torre d'en Besora i Atzeneta del Maestrat. A continuació (a l'est), s'alcen l'alineació de serres d'Esparreguera i Valldàngel, i el corredor d'Albocàsser, 
Tírig i les Useres. Després, la Serra d'en Galceran que dona pas al corredor de les Coves, amb les poblacions de les Coves, la Salzadella, la Torre d'en Doménec, Vilanova d'Alcolea, Bell-lloc del Pla, etc. A continuació, les Talaies d'Alcalà limitaran el corredor d'Alcalà de Xivert, format pels municipis d'Alcalà, Santa Magdalena de Polpís i Torreblanca. Finalment, entre l'últim i la mar, s'alça la Serra d'Irta.
L'element comú d'aquestes serralades és la geologia calcària, amb algunes excepcions. A Irta i a les Talaies trobarem materials juràssics, a les serres més meridionals de Borriol, Desert de les Palmes i Agulles de Santa Àgueda amb roques triàsiques. No solen superar cap d'elles els 1.000m, menys Serra d'en Galceran amb 1.078m. Els corredors es caracteritzen per ser de fons pla, per això, en alguns llocs on s'amplien, són coneguts com a plans (Pla d'Atzeneta del Maestrat, Pla de l'Arc, Pla de Sant Mateu, etc.).
El drenatge d'aigües en aquesta unitat és molt dificultós, i els rius es veuen obligats a circular amb direcció N-S o a l'inrevés, és el cas de rius com la rambla Carbonera, el riu de les Coves o la rambla de la Viuda. Són també freqüents els casos d'endorreisme. A les desembocadures dels rius són freqüents la formació de deltes interiors (com els dels rius de les Coves o el del Millars) i petites albuferes i marjals com les de Peníscola, Prat de Cabanes-Torreblanca, les marjals de Castelló, Estany de Nules, etc.

#### Serres d'Espadà i Calderona
Al sud del riu Millars, i abans d'arribar a la Depressió central Valenciana, trobem aquestes dues magnífiques serralades ibèriques amb clara orientació NO-SE. Són paral·leles entre si i provenen de la Serra de Javalambre. Entre les dues serralades trobem la vall del Palància, amb el Pla de Barracas a la part més alta (1.000m).

### La Depressió central i les muntanyes dels voltants

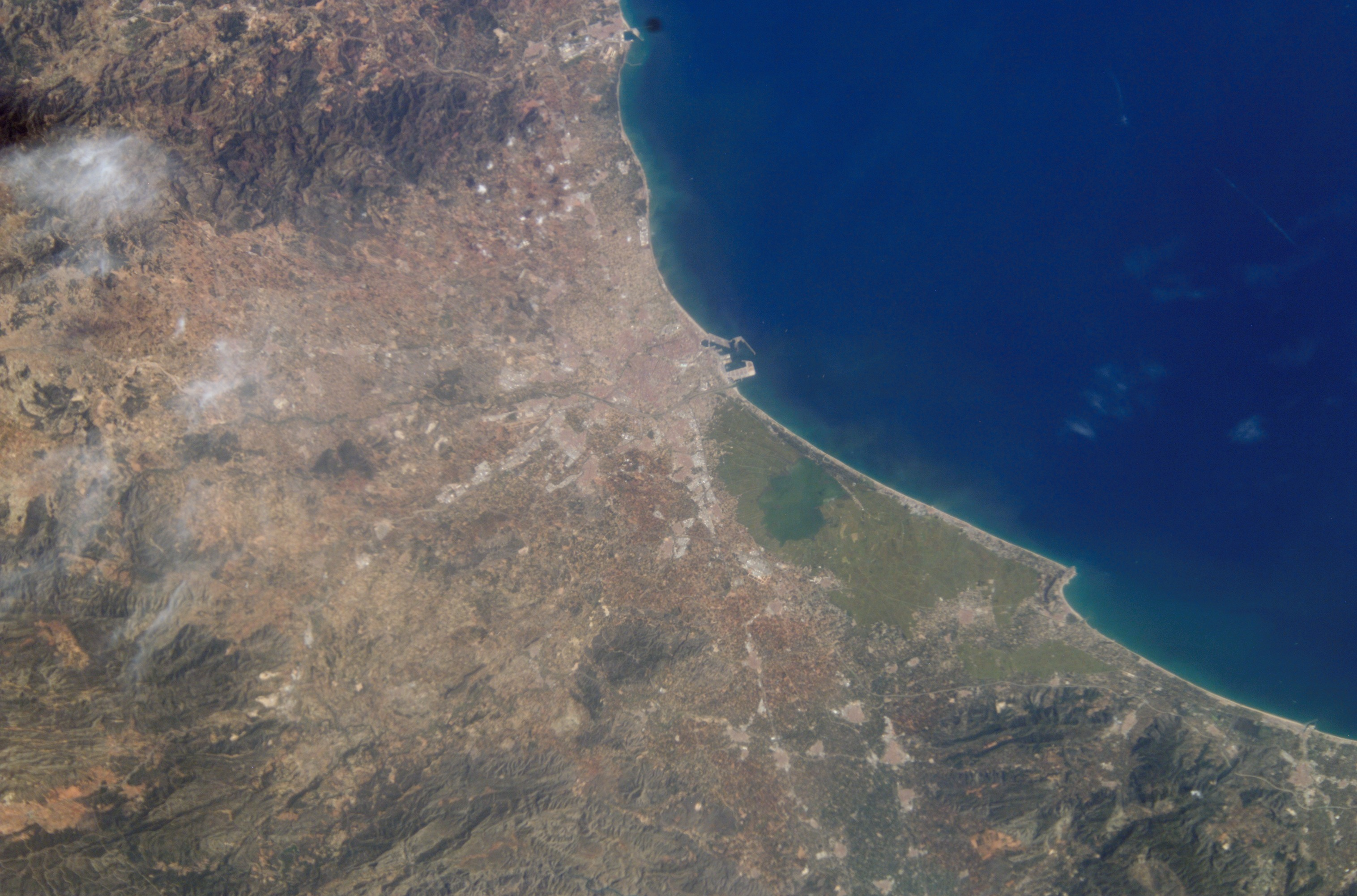
L'Horta de València en una imatge de satèl·lit de la NASA

L'anomenada Depressió Valenciana, immediatament al migdia de la unitat anterior i envoltada per muntanyes, és la major plana litoral del País Valencià i de tota la conca mediterrània espanyola. Ací es concentra la major aglomeració humana valenciana, i la tercera espanyola (després de Barcelona i Madrid)

#### La Depressió Central Valenciana
Es localitza al centre del País Valencià, limitada per la Serra Calderona al nord, les muntanyes de la Serrania del Túria al nord-oest, serra de las Cabrillas a l'oest, el Massís del Caroig al sud-oest i la Serra de Corbera i el Mondúber per sud.
El seu origen cal buscar-lo primer, en el procés d'enfonsament del Golf de València iniciat fa uns 6 milions d'anys, i després, en el llarg procés de rebliment de terra produït per aports com els dels rius Palància, Túria i Xúquer, i els barrancs de Carraixet o de Xiva; ajudat per una mar poc erosiva i també per l'acció en els últims temps de l'home que ha conquerit les marjals per mitjà dels aterraments.

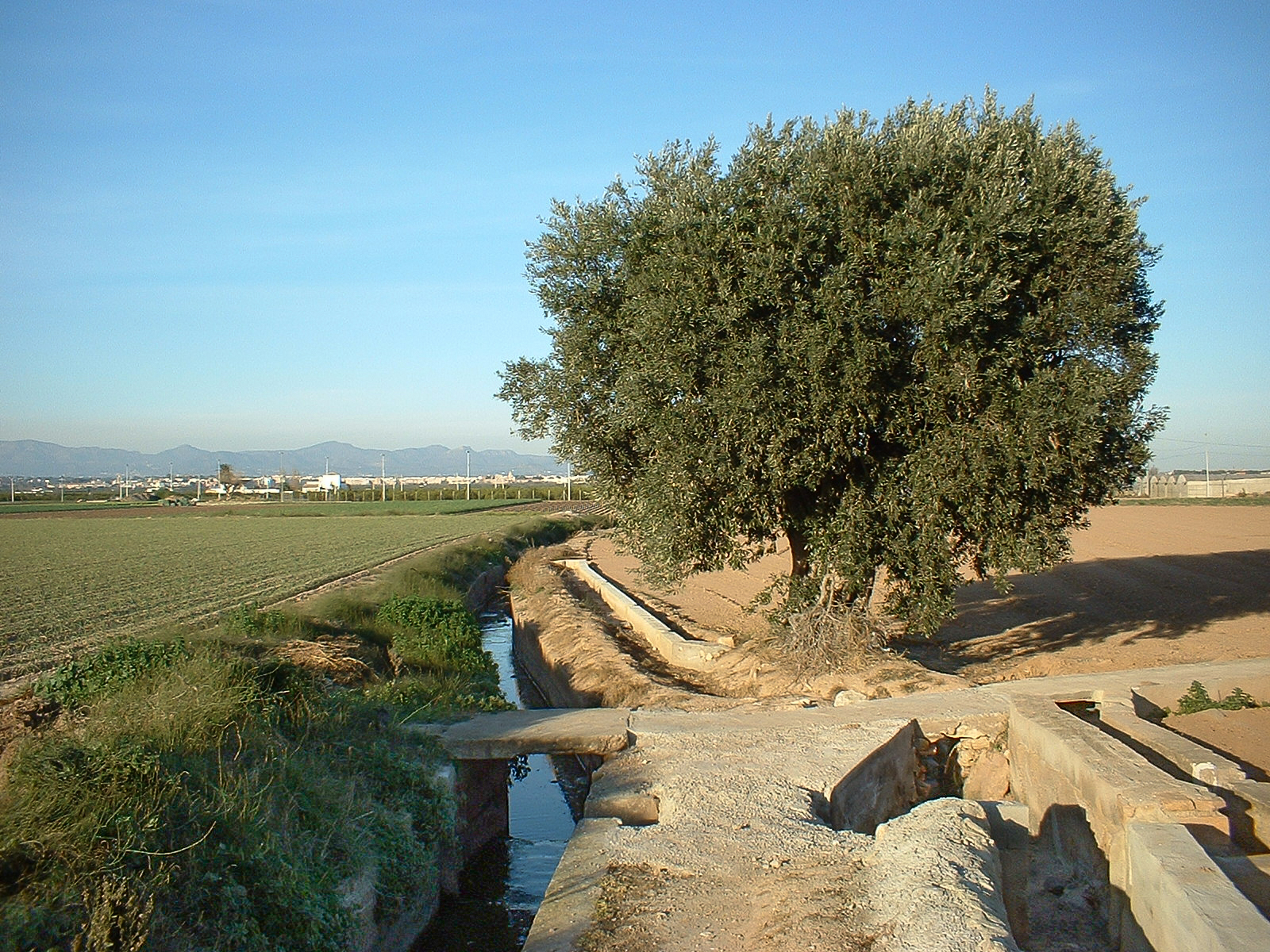
Paisatge típic de l'Horta de València.

No tota la depressió és una planura perfecta, la zona més pròxima al litoral de formes extremadament planes connecta amb els extensos peudemonts interiors (Pla de Quart, Camp de Llíria, etc.). També cal dir que la plana es troba esguitada per petites llomes que trenquen la unitat com les del Puig, la Muntanyeta dels Sants (Sueca), les Rodanes (Vilamarxant) o la Serra Perenxisa.
Els paisatges més típics i importants en aquesta unitat del relleu, són els de l'Horta de València i els de l'Albufera.

#### Serranía del Túria
La Serranía del Túria és, a la vegada que comarca valenciana, una peculiar unitat geogràfica, limitada per les muntanyes anticlinals d'orientació ibèrica (NO-SE) de Javalambre pel nord i Serra del Negrete (1.360m) pel sud. Enmig d'aquestes, la conca del Túria és protagonista, encara que no dibuixa cap paisatge semblant a la d'una vall fluvial, ja que el riu s'encaixa en espectaculars gorges amb parets de fins a 200m d'altura (els de Santa Cruz de Moya, de Puente Alta en Calles i el de Xulilla).

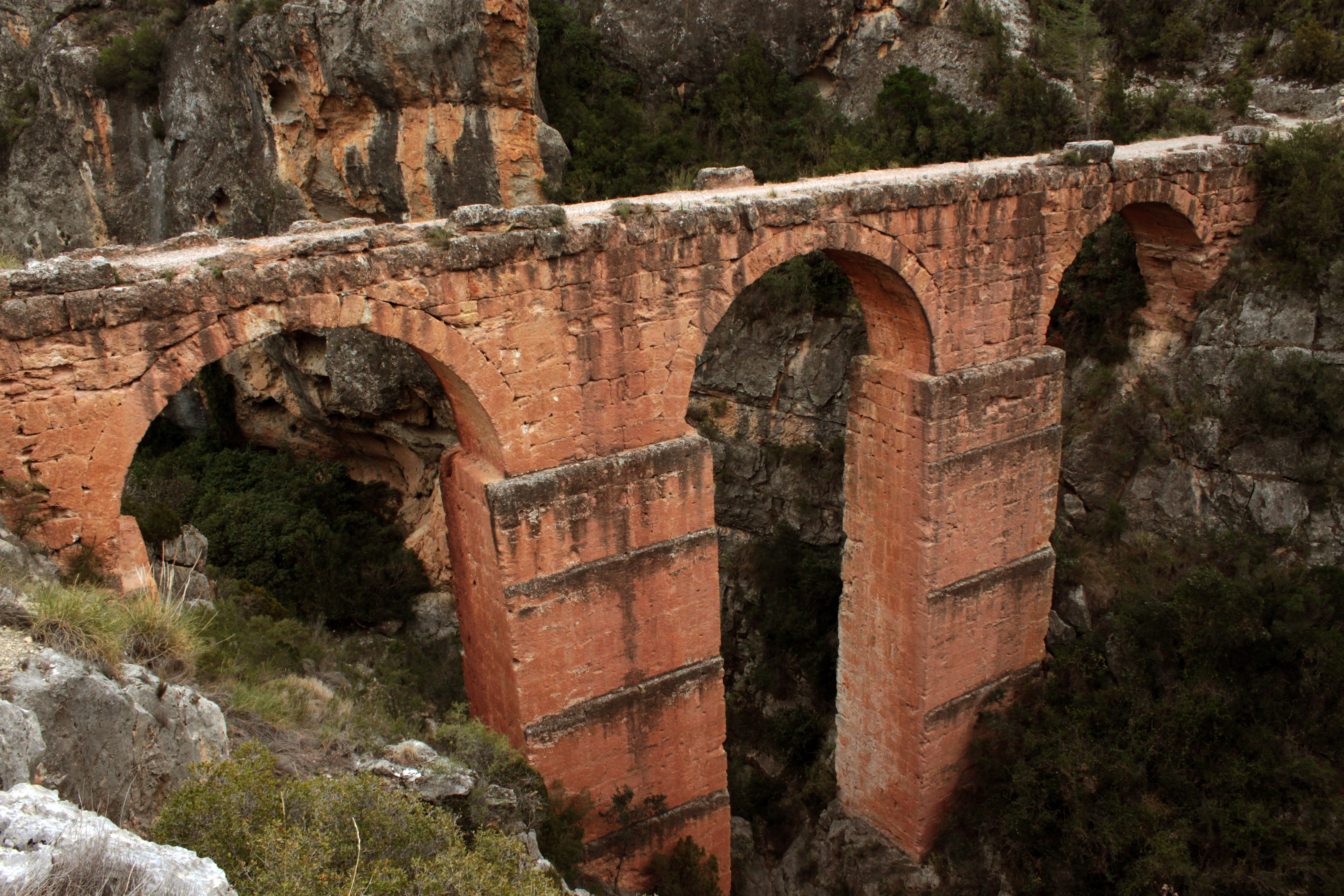
Aqüeducte de Peña Cortada sobre el barranc de la Cova del Gat, Calles/Xelva, Alt Túria.

La unitat es caracteritza més bé pels sistemes muntanyosos com les serres del Remei, la Talaia, Santa Maria, els Boscos, etc. També trobarem el conjunt de les Moles d'Alpont, una unitat geomorfològica dominada pels relleus tabulars calcaris als contraforts meridionals de Javalambre.
El Túria ha construït petites vegues com les de Benaixeve, Domenyo, Toixa, Xelva i Loriguilla de geologia de tipus keuper, terreny molt propici per a la construcció d'embassaments que abasteixen a l'àrea metropolitana de València.
Al nord-oest, trobem el Racó d'Ademús, una illa valenciana rodejada per terres castellanomanxegues i aragoneses. És una comarca travessada de nord a sud pel Túria que, ací sí, obri una gran vall que forma part de la gran fosa de Terol. Aquesta vall està flanquejada per la serra de Javalambre (a l'est) que allarga algunes serres cap al territori valencià com la serra de Tortajada i alguns pics com l'Alto de las Barracas (1.839m) que marca el sostre del País Valencià. Per l'oest la tanca els darrers contraforts meridionals de la serra dels Montes Universales amb pics com la Creu dels Tres Regnes (1.552m).

#### Plana de Utiel-Requena
Immediatament al sud de la Serra del Negrete, s'escampa l'Altiplà de Requena, que administrativament correspon a la comarca de la Plana d'Utiel-Requena. Aquestes terres de parla castellana són la continuació valenciana de les planures manxegues, i que han sigut separades d'aquestes per l'acció erosiva del riu Cabriol.
Aquesta unitat està limitada per les serres d'Utiel pel nord, de las Cabrillas pel nord-est, de Malacara per l'est, de Martés pel sud-est, de Rubial pel sud-oest, de Bicuerca per l'oest, i les Gorges del Cabriol pel sud.
L'Altiplà de Requena és una plataforma relativament plana, basculada de NO (900m d'altitud a Camporrobles) a SE (600m a Campo Arcís) i amb una altura mitjana de 750m. Es troba drenada per dos rius: el Magre i el Cabriol.

#### Les serres de Corbera i el Mondúber
Aquestes serres tanquen pel sud la gran Depressió Central Valenciana.

### Sector bètic meridional
El sector de serralades i valls bètiques comença al sud de la denominada falla sud-valenciana, que arranca prop de la mar Mediterrània a l'altura de Xeresa, passant per les serres del Buixcarró a Barx i per la Serra Grossa fins a terres d'Almansa.
Els plegaments que hi ha en aquest sector, que també es produïren durant el paroxisme alpí, són d'edats més joves que les que hi ha al sector ibèric. Per tant, els relleus són escarpats i amb cims no tan planes, valls més profundes i major activitat sísmica.
Els relleus mostren una clara alineació estructural (SO-NE) imposada per plegaments i falles, així com la naturalesa del rocam que serà més o menys resistent a l'erosió. Les roques més dures calcàries, dolomies i algunes arenisques) sobreïxen a les serres més elevades (Benicadell, Serrella, Aitana, Puig Campana, Ifac). En canvi, les argiles i margues són presents als fons de les valls i zones deprimides en general.
Dins d'aquest conjunt es poden distingir quatre zones:

#### Prebètic extern
El subsector del prebètic extern correspon a les serralades i valls bètiques més al nord, a fregar amb la falla sud-valenciana. Abasta les comarques de l'Alt Vinalopó, la Vall d'Albaida i la Costera. Ací hi ha una successió de serres i valls paral·leles amb una nítida orientació SO-NE.
De nord a sud s'escalonen la vall de Xàtiva i Montesa per on corre el riu Cànyoles que desemboca a l'Albaida, com també el Barxeta, que drena la part oriental de la vall. Aquesta vall està tancada al nord per la serra Plana i pel sud per la Serra Grossa. Als dos altres extrems està oberta (NO i SE), cosa que ha servit històricament per a comunicar la Depressió Valenciana amb la Meseta castellana.
A continuació, al sud, s'obri la Vall d'Albaida que encalça l'alineació muntanyosa de la Solana-Agullent-Benicadell com a frontera meridional. La vall és un sinclinori cobert de sediments terciaris, margues, coneguts com a albarís fent referència la tonalitat blanquinosa de les seues terres conreats de cereals, vinya, oliveres i arbres fruiters. Els rius Clariano, Albaida i Micena drenen les abundants aigües que sorgeixen i que acaben parant a l'Embassament de Bellús, en l'entrada de l'Estret de les Aigües.
L'altura mitjana de la Vall d'Albaida està entre els 200 i els 400m, enclavada entre els 700 de la Serra Grossa (sud) i els més de 1.000 del Benicadell (nord). A llevant s'alça el Mondúber i el Buixcarró amb 800m com a màxim. Aquest aïllament confereix a la vall unes peculiaritats climàtiques com les boires i inversions tèrmiques. Les eixides naturals d'aquest tancat són, l'estret del riu Vernissa (a l'est) cap a Gandia, l'Estret del Clariano (pel sud) cap a Bocairent i, la principal, el port d'Albaida cap a Alcoi.
Les darreres valls i serres del prebètic extern valencià són les de la foia d'Alcoi, formada per petites valls que conflueixen i que estan 
envoltades de muntanyes. La vall d'Agres entre les serres d'Agullent i Mariola, la vall de Polop o Barxell entre la Mariola i la Serra del Menejador i la vall de Seta entre la Serrella i l'Almudaina. Al centre de la foia, el riu Serpis recull les aigües per a conduir-les cap a la mar, passant pel congost de l'estret de l'Infern (entre l'Orxa i Vilallonga). La major part de les valls de la foia d'Alcoi estan cobertes per sediments terciaris (margues grises).

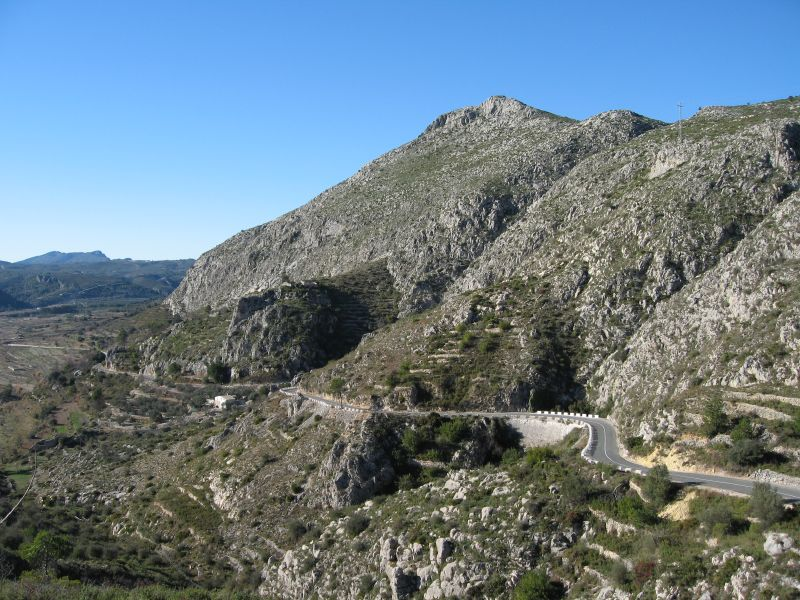
Barranc de l'Infern al seu pas per la Vall d'Ebo

Cap a l'est, les serres van guanyant en intensitat i les valls en estretor, com la Vall de Gallinera entre les serres de la Foradada (al sud) i les serres de Gallinera i el Circ de la Safor (al nord), la Vall d'Ebo entre el Tossal Pelat (al nord) i la Serra de Laguar (al sud), la Vall de Laguar entre la serra del mateix nom i la Serra del Penyal i la Vall d'Alcalà entre la Foradada i la Serra d'Alfaro.

#### Prebètic intern
Les serres que tanquen la foia d'Alcoi pel sud ja són considerades d'aquesta subunitat: són la Serrella, el Menejador i Aitana. Ací el rocam és de naturalesa més jove (calcàries del Terciari) que al prebètic extern (Cretaci). Els relleus costaners presenten rocams molt més antics del Juràssic (com al Puig Campana) i afloraments de keuper (Triàsic) a Callosa d'en Sarrià sobre el qual transcorre el riu Guadalest.

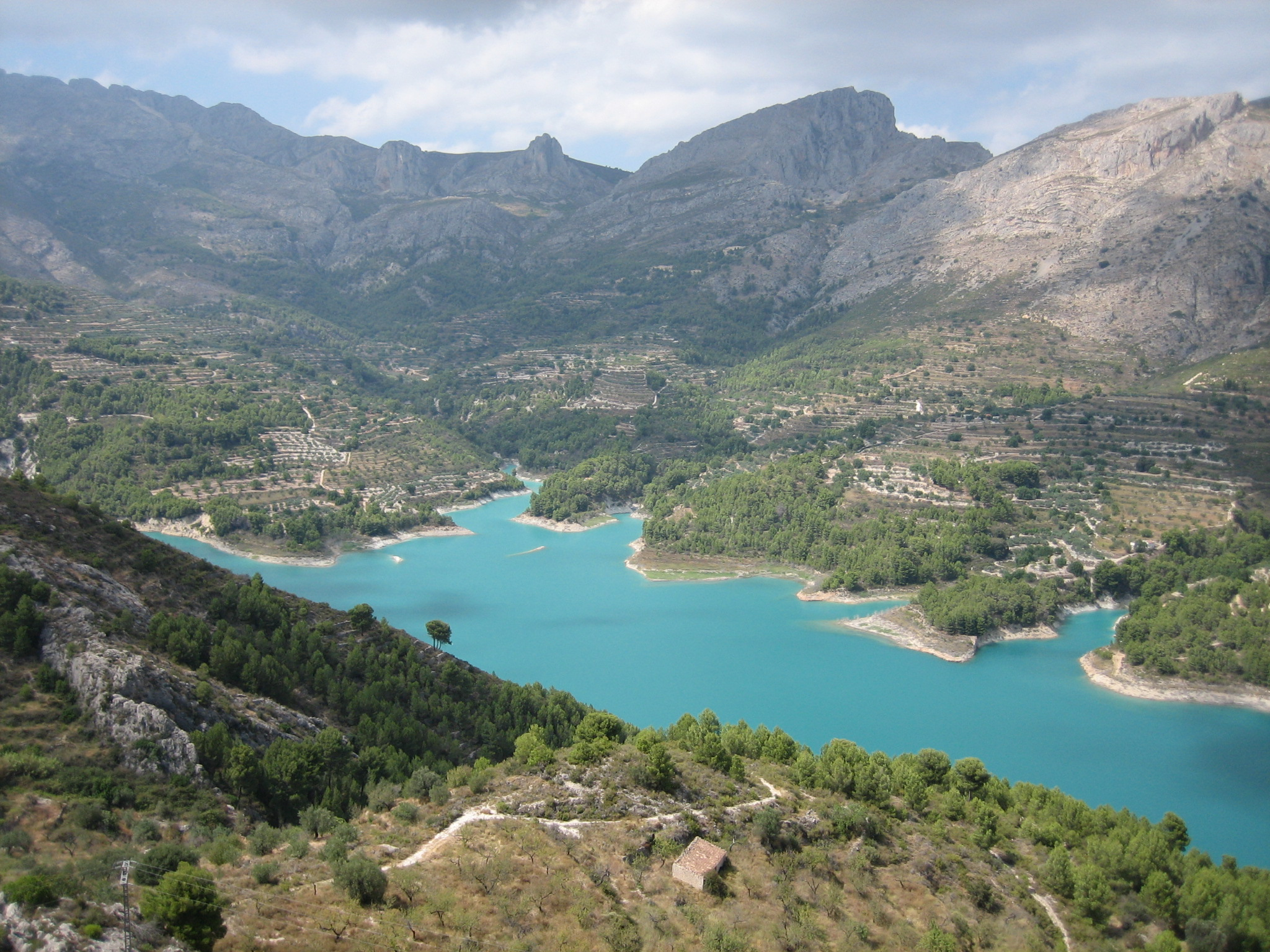
Embassament de Guadalest

Els relleus muntanyosos arriben a la mateixa línia costanera formant impressionants penya-segats d'entre 100 i 300m d'altura i entrants com els caps de la Nau, de Sant Antoni, Moraira, Ifac, Morro del Toix, Benitatxell, Gelada, etc. Les cales i golfs que s'endinsen entre aquests caps, corresponen amb les valls interiors per on corren rius com el Girona, el Gorgos, el Guadalest o l'Amadòrio.
Entre les distintes serralades prebètiques, les foies donen algun respir a estos terrenys tan accidentats. La foia de Castalla és la més occidental i dibuixa un triangle limitat per les serres d'Onil pel nord; la Penya-roja, Carrasqueta i Menejador per l'est i el Maigmó i la Serra de l'Arguenya per l'oest. La Foia de Xixona és a la part oriental de l'anterior foia, però aquesta presenta una forma més irregular: amb la Carrasqueta al nord, la Penya-roja a l'oest i la serra de la Grana a l'est.
La gran fossa tectònica del Vinalopó, a l'extrem sud i oest del Prebètic, amaga les serres bètiques sota la gran potència de sediments quaternaris arrossegats i dipositats pel riu. Ací es mostren les crestes calcàries i dolomítiques de nítida orientació bètica (SO-NE) amb vessants molt inclinades com a les serres de Salines, de l'Ombria d'Elda o el Reclot. És una zona amb difícil drenatge el que es plasma amb les endorreiques llacunes de Villena i Salines, o el Fondó de Monòver.

#### La depressió del Segura

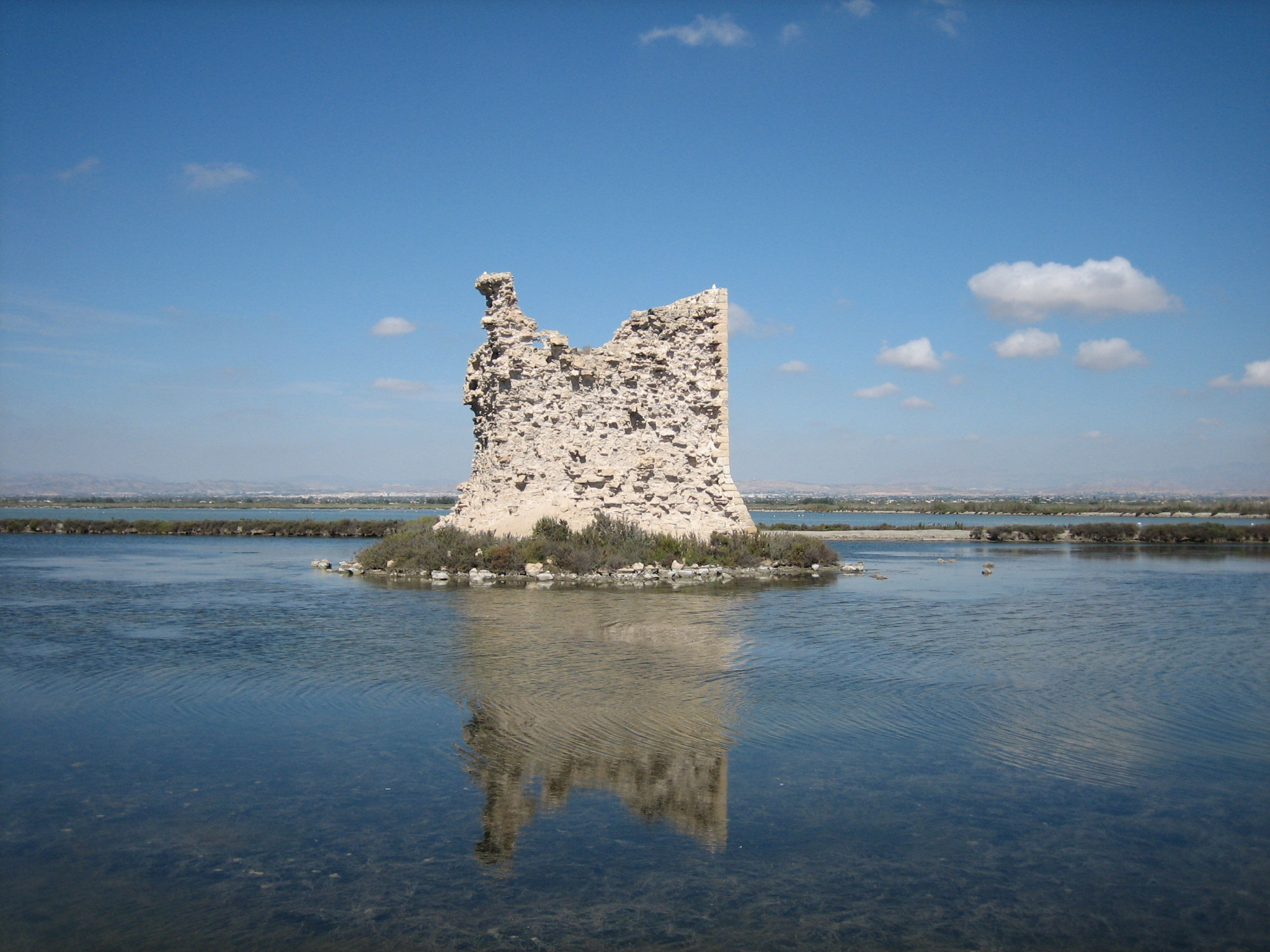
Torre de Tamarit a les Salines de Santa Pola

Aquesta subunitat representa l'extrem meridional del País Valencià. La Serra de Crevillent marca el límit nord de la depressió del Segura que ha estat reblida pels sediments tant del Vinalopó (que ací construeix un ample delta interior) i, sobretot, pel Segura. Les zones pantanoses, els aiguamolls i les llacunes són nombroses en aquest espai: el Fondo d'Elx-Crevillent i les salines de Santa Pola, la Mata i Torrevella principalment, però també les salines del Pinet i el Clot de Galvany al terme d'Elx i el Hondo de Amorós a Sant Fulgenci (Baix Segura).
La Depressió té origen en la gran fosa "intrabètica" que s'endinsa cap al territori murcià i que ha estat replenat per materials del Miocé (visible a relleus allomats amb dipòsits margosos i de guixos), Pliocé (al sud del Segura, compost per materials detrítics d'origen marí) i Quaternari (de tipus al·luvial i que és majoritari a la Depressió).
Al sud del riu, apareixen relleus de llomes miocèniques que hi ha la màxima expressió en la Serra d'Escalona. Sobre la plana coberta de cultius de regadiu, s'eleven dues imponents serralades desertes de vegetació: les serres triàsiques d'Oriola i Callosa. L'illa de Tabarca es considera com una prolongació del relleu de la unitat bètica.

## Clima
El País Valencià està sota la influència de la mar Mediterrània, mar del qual rep el nom el seu clima, que ací sol ser suau, sobretot en la costa. L'efecte suavitzador de la mar abasta tot el territori valencià, sobretot tenint en compte que els punts més allunyats de la costa mai estan a més de 100 km (excepte al Racó d'Ademús).

### Factors
No obstant això, cal assenyalar altres factors determinants que determinaran els matisos climàtics del País.
- La posició del País Valencià respecte a la península, a l'extrem oriental. A la península Ibèrica predominen els vents de l'oest, el que repercuteix directament en la quantitat de precipitacions en aquest territori que, per la seua latitud mitjana, hauria de registrar unes precipitacions més abundants. Els relleus peninsulars (Serralada Cantàbrica, la Meseta, Sistema Central i Ibèric) dificulten el pas de les borrasques d'origen atlàntic.

- Les latituds mitjanes en les quals es troba el País Valencià, entre els 37° 51′ (S) i els 40° 47′ (N). Encara que la diferència en les temperatures mitjanes anuals dels dos extrems siguen solament de 2 °C (16 °C a Vinaròs i 18 °C a Oriola), aquesta petita diferència és suficient per a explicar altres diferències en camps com els de l'agricultura.

- El relleu muntanyós tan accidentat i ple de contrastos (planes litorals, elevades muntanyes interiors, foies, valls, altiplans, etc.) és un factor determinant. La disposició de les serralades litorals i prelitorals del Maestrat (SO-NE) fa difícil la penetració de la influència marítima. La Serralada d'Aitana (1.559 m) actua com una gran muralla que provoca una gran disimetria entre les cares a barlovent (Vall d'Albaida, la Safor, etc.) i les de sotavent (la Marina, l'Alacantí, Vall del Vinalopó, etc.), amb grans diferències en precipitació (més elevades al nord o barlovent) i temperatura (més elevades al sud o a sotavent). L'altitud també té una repercussió directa en les temperatures, amb un graduant mitjà de 0,55 °C per cada 100 m.

### Temperatures i precipitacions
Les temperatures mostren un clar contrast entre les terres altes d'interior i el litoral, sobretot a l'hivern. Al mes de gener, les mitjanes es troben al voltant dels 10-11 °C al litoral i els 3-4 °C a l'interior. Durant els mesos d'estiu, les temperatures mitjanes no mostren tants contrastos, encara que les diferències tèrmiques diàries (entre el dia i la nit) són més acusades a l'interior que no pas a la costa. Les majors diferències als mesos càlids es donen entre les comarques interiors septentrionals (a Morella no sobrepassen els 20 °C de mitjana al mes de Juliol) i l'extrem meridional (a Oriola i Elx depassen els 26 °C).
Al litoral, les brises marines fan més suportables les rigoroses temperatures de l'estiu, moderant a 24 °C la mitjana tèrmica de ciutats com Castelló de la Plana, València i Gandia.
Les precipitacions, en un terme general, es troben entre els 400 i els 500 mm anuals. Però els dos elements que caracteritzes les precipitacions al País Valencià són la irregularitat i els contrastos regionals (distingint-se entre zones àrides amb 250 mm anuals i plujoses amb més de 900 mm anuals). En general, les majors precipitacions es concentren durant la tardor, i amb menor mesura, i la primavera. El caràcter irregular es deriva en una concentració de les pluges en uns pocs dies a l'any, associades als temporals de Llevant amb forta torrencialitat.

### Regions climàtiques
No en tot el territori es dona el mateix tipus de clima mediterrani:
- Clima mediterrani típic: s'estén per tot el litoral nord i centre del País, té hiverns no molt freds a causa de la característica suavitzadora de temperatura que fa el mar, els estius són llargs bastant secs i calorosos, superant els 30 °C; respecte a precipitacions es concentren a la primavera i tardor, amb riscos de gota freda en aquesta última estació.

- Clima de muntanya: es dona en les zones més interiors, juntament amb el mediterrani més continentalitzat, el de muntanya es regeix per l'altitud, factor que influïx en la temperatura i les precipitacions. Els hiverns són freds, els estius són més frescos que en el clima mediterrani típic, i les precipitacions abundants, a l'hivern solen caure precipitacions en forma de neu.

- Clima mediterrani molt sec i clima àrid: es donen des del nord de la província d'Alacant fins a l'extrem sud limitant amb la Regió de Múrcia, les temperatures són molt càlides a l'estiu i a l'hivern són molt suaus 15 a 18 °C. Les precipitacions són molt escasses: a la vegada que ens dirigim cap al Baix Segura, on apareix un clima més aviat àrid amb hiverns molt suaus entorn dels 18, no triguen a superar els 20 °C a la fi de febrer, amb estius molt llargs, molt secs i molt calorosos arribant i fins i tot superant amb facilitat els 35 °C, les escasses precipitacions que cauen solen donar-se en les estacions de transició (tardor i primavera).

## Hidrografia

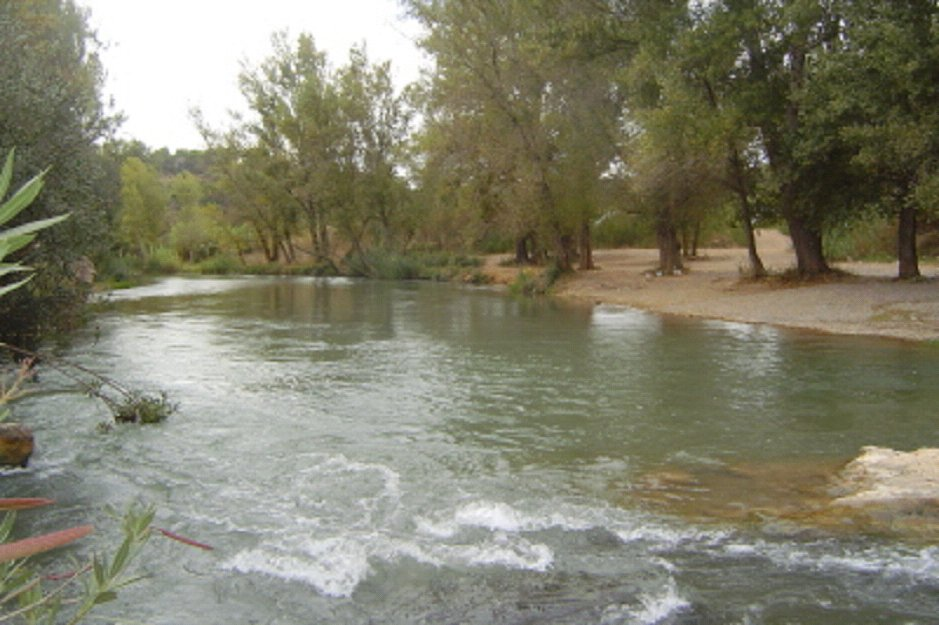
Riu Túria al seu pas per Benaguasil

### Rius al·lòctons
Són rius nascuts fora del territori valencià, entre que caldria destacar a dos com els més importants, el Segura, de 325 km, que naix en Fuente Segura, (Jaén) i el Xúquer, de 498 km, que neix en Ojuelos de Valdeminguete, (Conca). També destaquen, malgrat la seva conca més reduïda, el Millars, de 156 km, que neix en la Serra de Gúdar, Terol i el Túria, 280 km, que neix en la Muela de San Juan, en les serres d'Albarrasí, Terol i que desemboca a València. Excepte el Segura que neix en les Serralades Bètiques, els altres rius ho fan en el Sistema Ibèric.
Aquests rius es caracteritzen per tenir cabal durant tot l'any, si bé són acusats els estiatges i molt temudes les seues crescudes tardorenques que causen inundacions en les seves planes al·luvials (de nord a sud: la Plana, l'Horta de València, la Ribera i el Baix Segura). Sofreixen un intensíssim aprofitament hídric per mitjà de preses que deriven les seves aigües per al consum humà, industrial, turístic i sobretot agrícola, i són la base dels pròspers regadius valencians.
| Riu     | Longitud (km) | Superfície de conca (km²) | Caudal mitjà (m³/s) | Caudal màxim (m³/s) | Principals afluents                                                             | Embassaments                                                  |
| ------- | ------------- | ------------------------- | ------------------- | ------------------- | ------------------------------------------------------------------------------- | ------------------------------------------------------------- |
| Xúquer  | 498           | 21.578                    | 49,22               | 16.000              | Cabriol, Magre, Verd, Espadilla, Cantaban, Escalona, Cànyoles, Albaida, Barxeta | Embarcaderos, Millares, Forata, Contreras, Tous, Bellús       |
| Segura  | 325           | 19.525                    | 21,59               | 2.000               |                                                                                 |                                                               |
| Túria   | 280           | 6.394                     | 14,75               | 3.700               | Ebrón, Deva, Regajo, Tuéjar, Abejuela, Reatillo, Artaix, Escorihuela            | Benaixeve, Loriguilla, Buseo                                  |
| Millars | 156           | 4.028                     | 9,06                | 3.000               | Maimona, Vilafermosa, Rambla de la Viuda, Sec de Borriol                        | Arenoso, Vallat, Sitjar, Maria Cristina, l'Alcora, Benitandús |

### Rius autòctons

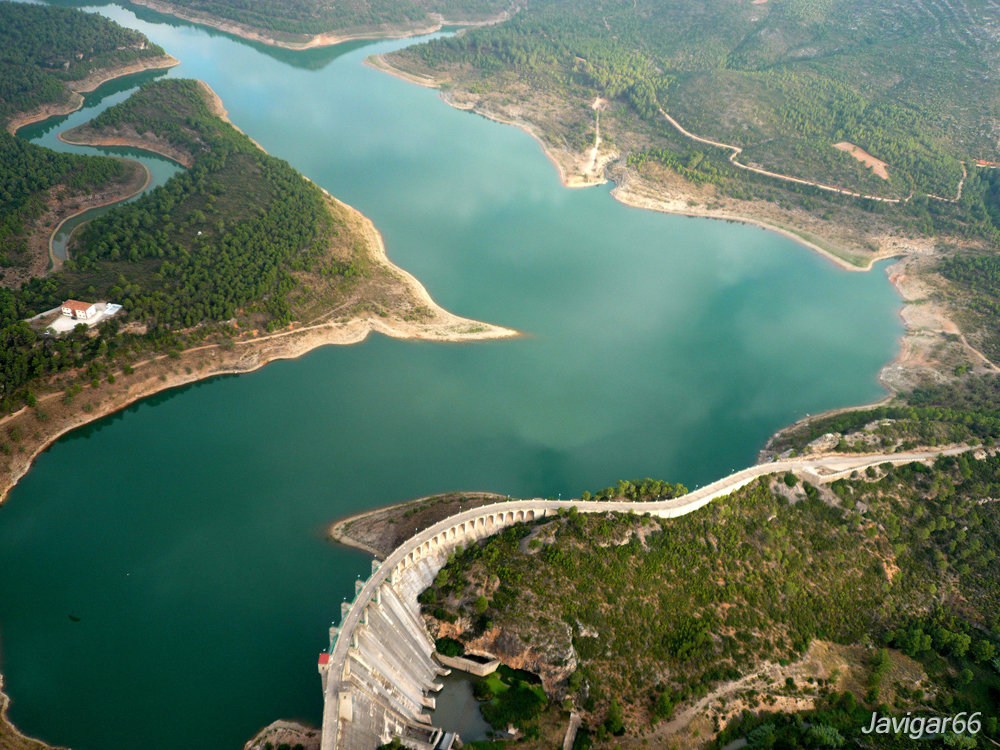
Riu Magre a l'Embassament de Forata

Es caracteritzen per ser rius curts, de llera irregular i escàs, conques petites i gran desnivell en el seu recorregut, en néixer en les serres pròximes a la costa. Solen presentar grans estiatges, quedant la llera completament seca i fortes crescudes.
Al nord estan els rius Sénia, limítrofe amb Catalunya, el Cervol, el Cervera i el de Sant Miquel o de les Coves. Neixen al Sistema Ibèric i el seu cabal és escàs i aprofitat per al regadiu.
En la plana litoral del Golf de València aboquen les seues aigües el Palància, el Serpis (denominat també riu d'Alcoi) i els petits rius Girona i Gorgos-Xaló. Tots ells, al costat del Túria i al Xúquer, conformen la major plana al·luvial del territori valencià. El Xúquer servix de línia divisòria entre els sistemes ibèric i bètic i es poden destacar alguns dels seus afluents com a rius autòctons: el riu Magre i el riu d'Albaida amb el Cànyoles i el Clariano. També són d'importància la Rambla de la Viuda, afluent del Millars, i la Rambla Castellarda, afluent del Túria.
Al sud del massís penibètic, els rius són de cabal molt escàs, llit habitualment sec i presenten lleres àmplies i pedregosos. Destaquen l'Algar, l'Amadòrio, el Monnegre, la Rambla de les Ovelles, que desemboca a Alacant i el Vinalopó, amb el seu afluent el Tarafa.
Un cas especial de riu autòcton és el Bergantes, que neix prop de la ciutat de Morella en la zona nord-oest de la província de Castelló i desemboca en el Guadalop, que és un afluent de l'Ebre.
| Riu                   | Longitud (km) | Superfície de conca (km²) | Caudal mitjà (m³/s) | Caudal màxim (m³/s) | Principals afluents                                                                                        | Embassaments      |
| --------------------- | ------------- | ------------------------- | ------------------- | ------------------- | --- | ----------------- |
| Vinalopó              | 81            | 1.692                     | 0,85                | -                   | Tarafa, Rambla de la Torre                                                                                 | Elda, Elx         |
| Palància              | 85            | 911'2                     | 0,20                | 900                 | Rambla de Peñarroya, Rambla de Gaibiel, Rambla d'Arguines, Barranc del Pla                                 | Regajo, Algar     |
| Sec de Betxí          | 42            | 238,7                     | 8 (setembre - maig) |                     | Rambla d'Artana i Riu Veo o Sonella                                                                        | Onda o Benitandús |
| Serpis                | 75            | 753                       | 2,59                | 770                 | Penàguila, Vernissa, Barranc de Beniopa                                                                    | Beniarrés         |
| Bergantes             |               |                           |                     |                     | Calders, de la Cuba                                                                                        |                   |
| Sénia                 | 49            | 197,7                     | 0,5                 |                     | Barrancs del Salt, de Fou, de Codines i de Canals                                                          | Ulldecona         |
| Cérvol                | 59            | 343,1                     |                     |                     | |                   |
| Rambla de Cervera     |               |                           |                     |                     | |                   |
| Riu de les Coves      |               |                           |                     |                     | |                   |
| Belcaire              | 18,2          | 103                       |                     |                     | |                   |
| Girona                | 32            | 117'7                     |                     |                     | Ebo | Isber             |
| Xaló-Gorgos           |               |                           |                     |                     | |                   |
| Algar                 | 12,2          | 93,1                      | 14,65               |                     | Bolulla, barranc de l'Aigua, Guadalest, barranc del Riquet                                                 | Guadalest         |
| Amadòrio              | 28,4          | 205,2                     | 3,98                |                     | Barrancs de Rogull, Monferri, Escuders, la Surca, Bortolons, la Pedrera, la Cova, riu Sella                | Relleu, Sella     |
| Montnegre, Verd o Sec | 39,8          | 486,6                     | 0,51                |                     | barranc d'Ibi, rambla de la Torre, barranc de Vergeret, d'Aiguamarga, rambla de Busot, barranc de Cabrafic | Tibi              |

## Vegetació

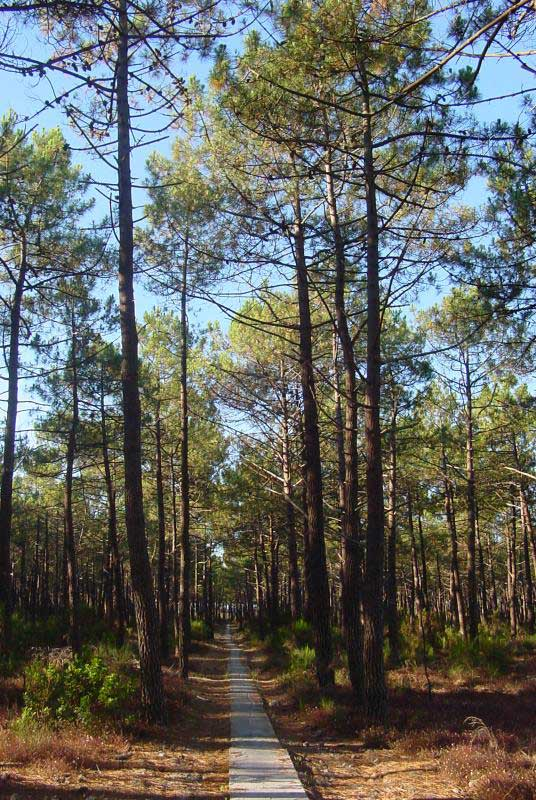
Bosc de pins

La vegetació valenciana és típicament mediterrània, i en ella poden distingir-se els boscos d'alzines (Quercus ilex L.) i carrasques (Quercus ilex rotundifolia), en molts casos degradats i substituïts per coníferes (Coniferae); s'estenen des de les serres de Castelló, per l'altiplà de Requena i les regions muntanyenques de València, fins al nord de la província d'Alacant, arribant al mar en el cim del Montgó (751 m), a Dénia. El Desert de les Palmes i la serra d'Espadà són l'àrea de la surera (Quercus suber L.), les alzines (Quercus ilex L.) i els arboços (Arbutus unedo), i en la serra de Benifassà hi ha un bosc de fajos (Fagus). Però el domini major és el del pi carrasquer (Pinus halepensis), encara que també hi ha pi marítim com a la serra d'Espadà i pi albar a l'Alt Maestrat. Per sobre dels 1.300 m creix la savina (Juniperus phoenicea), el roure valencià (Quercus faginea), també altres tipus de roure (Quercus) i el ginebre (Juniperus communis).
Cal destacar els palmerars d'Elx i Alacant, encara que no corresponen a la vegetació natural. En les terres baixes domina el matoll, que va degradant-se de nord a sud, en funció de la sequedat, i en el qual es donen espècies estepàries com l'espart (Stipa tenacissima), la pita o atzavara (Agave americana), la figa palera o nopal (Opuntia) i el margalló (Chamaerops humilis). En les zones de bosc degradat predomina el romaní (Salvia rosmarinus), la savina (Juniperus phoenicea), el llentiscle (Pistacia lentiscus), la farigola o timó (Thymus) i el ginebre (Juniperus communis).